# Pessina Cremonese
Pessina Cremonese ist eine norditalienische Gemeinde (comune) in der Provinz Cremona in der Lombardei mit 555 Einwohnern (Stand 31. Dezember 2023). Die Gemeinde liegt etwa 17,5 Kilometer ostnordöstlich von Cremona am Parco dell'Oglio Sud.
Der Oglio begrenzt die Gemeinde im Nordosten.

## Verkehr
Durch die Gemeinde führt die frühere Strada Statale 10 Padana Inferiore (heute eine Provinzstraße) von Turin nach Monselice.

## Trivia
In Pessina Cremonese befindet sich einer der wenigen Sikh-Tempel Europas.